# Estrecho de Davis
El estrecho de Davis (en inglés, Davis Strait; en francés, Détroit de Davis; y en danés, Davisstrædet), es un estrecho marino que se encuentra entre la costa occidental de Groenlandia y la costa oriental de la isla de Baffin, la mayor de las islas del archipiélago ártico canadiense.
El estrecho debe su nombre al explorador inglés John Davis (1550-1605), que exploró la zona en busca de un paso del Noroeste. En la década de 1650 se utilizaba para la caza de ballenas.

## Geografía
Según la Organización Hidrográfica Internacional (siglas en inglés IHO, por "International Hydrographic Organization"), en su publicación Limits of oceans and seas (3.ª edición de 1953), el estrecho de Davis (que tiene el número de identificación 15) tiene los siguientes límites:
- al norte, el paralelo 70°N entre Groenlandia y la isla de Baffin, que es el límite sur de la bahía de Baffin;
- al este, la costa occidental de Groenlandia;
- al sur, el paralelo 60°N, entre Groenlandia y la península de Labrador;
- al oeste, el límite este del Pasaje del Noroeste, al sur del paralelo 70°N, y el estrecho de Hudson.

Tiene una anchura de entre 338 a 664 km y en la costa de isla Baffin tiene dos importantes entrantes, el Cumberland Sound y la bahía de Frobisher. Es uno de los tramos de la ruta marítima del paso del Noroeste.

## Corrientes
La corriente marina fría del Labrador atraviesa el Estrecho hacia el sur, a lo largo de Isla de Baffin, arrastrando hielo flotante durante la mayor parte del año. Una corriente cálida, derivada de la corriente del Golfo, fluye hacia el norte a lo largo de la costa de Groenlandia en la región de las principales rutas marítimas del Estrecho. El Estrecho es famoso por sus altas mareas, que pueden ir desde 10 a 20 metros (~30 a 60 pies), lo que desalentó a muchos antiguos exploradores.
Geológicamente, el estrecho se caracteriza también por tener una profundidad, entre 1000 y 2000 m, mucho menor que el mar de Labrador (al sur), y que la bahía de Baffin (al norte).

## Historia
El primer europeo del que se tienen noticias de que cruzó las aguas del estrecho fue el navegante inglés Martin Frobisher, que, durante su expedición de 1576 en búsqueda del paso del Noroeste, arribó con un único barco, el Gabriel, el 28 de julio, casi con seguridad a las costas de la isla Resolución, en la boca de la bahía Frobisher. Frobisher volvió en su segunda expedición al año siguiente, el 17 de julio de 1577, al frente de una pequeña flota de tres barcos, el Ayde, el Gabriel y el Michael en la que llevaba mineros y refineros a bordo. En esa ocasión arribó a lo que el llamó Tierra Hall —en honor de uno de sus capitanes, Christopher Hall, al mando del Gabriel— en el borde septentrional de la boca de la bahía de Frobisher. Unos días más tarde se tomó posesión solemnemente de esas tierras y de la parte sur de la bahía en nombre de la reina de Inglaterra. 
El primer europeo que realmente navegó y reconoció el estrecho fue John Davis en 1583. Davis partió de Dartmouth el 7 de junio de ese año, al frente del Sunneshine de Londres (50 ton.) y el Mooneshine de Dartmouth (35 ton.). Tras encontrarse con la frontera de hielo en la costa oriental de Groenlandia, siguió hacia el sur hasta doblar el cabo Farewell; desde allí volvió una vez más al norte, costeando el litoral occidental de Groenlandia, hasta que, al encontrar mar libre de hielo, se dirigió al oeste pensando haber dado con la vía hacía China. Cruzó las aguas que hoy llevan su nombre —estrecho de Davis— y en los 66° N, sin embargo, se encontró con las costas de la isla de Baffin, y, a pesar de que siguió hacia el norte internándose en aguas del Cumberland Sound con la esperanza de que fuese el anhelado paso, tuvo que regresar a finales de agosto. Arribó a Inglaterra el 30 de septiembre.
Davis volvió a la zona en sus otras dos expediciones al ártico. En 1586 partió al frente de cuatro barcos, pero solo el Mooneshine logró llegar por las difíciles condiciones atmosféricas del viaje. Repitió el recorrido del anterior viaje, logrando llegar hasta los 67° N, algo más al norte del cabo Dyer, sobrepasado el Cumberland Sound. Volvió tres años más tarde, en 1589, esta vez a bordo de una pequeña pinaza de 20 toneladas, la Ellen, del puerto de Londres. Navegó con condiciones excepcionales costeando a lo largo de la ribera occidental de Groenlandia en aguas libres hasta los 72°92' N (algo más al norte de Upernavik) antes de que el hielo le impidiese el paso. Siguió hacia el oeste hasta que nuevamente fue bloqueado por el hielo. Viró al sur costeando isla de Baffin y exploró de nuevo el golfo del Cumberland Sound. Luego siguió hacia el sur retornando a casa el 15 de septiembre, tras navegar con éxito en su pequeña embarcación a través de más de 20° de aguas árticas.

## Geología

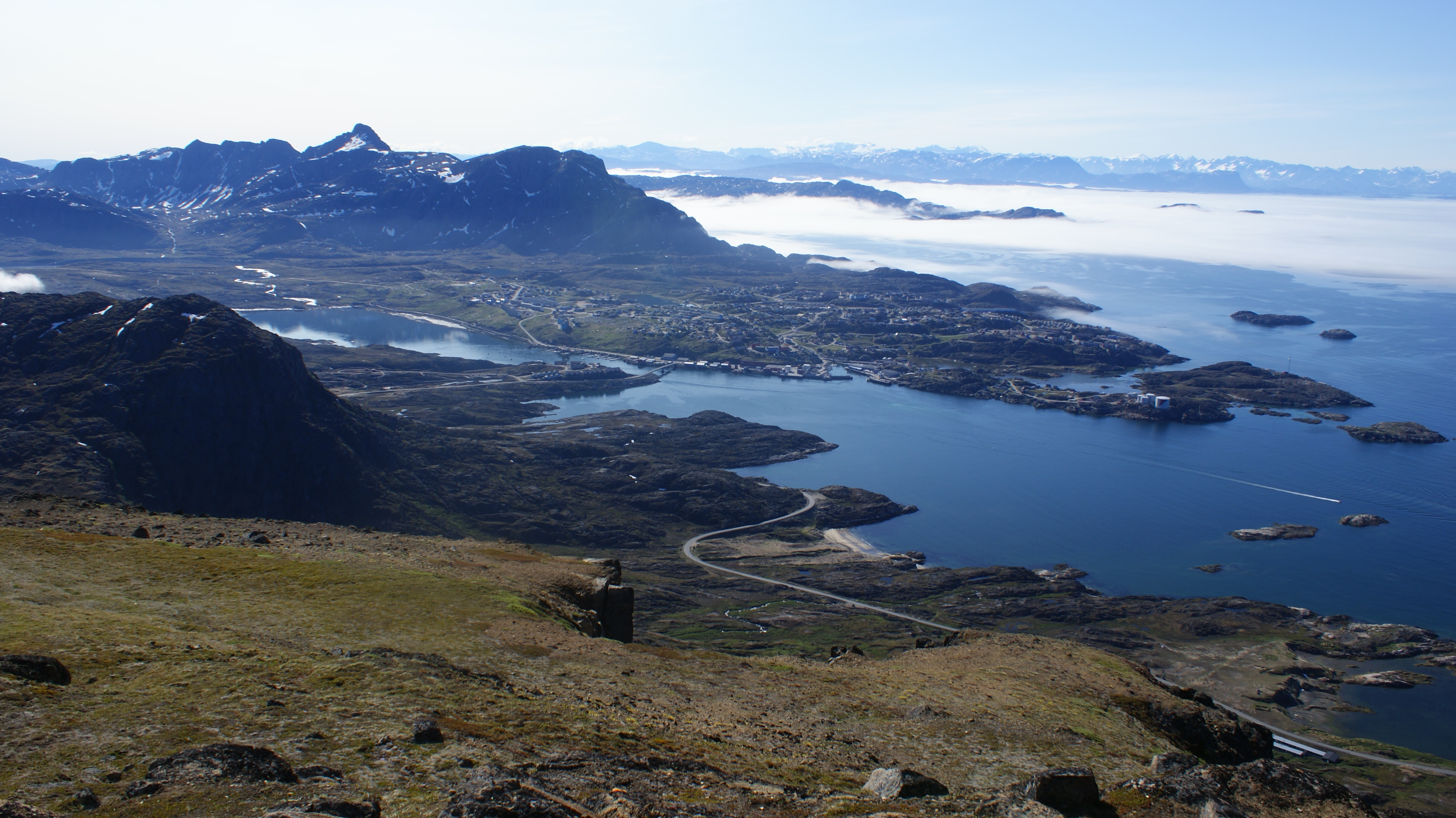
La costa del estrecho de Davis en el oeste de Groenlandia

El Estrecho de Davis está subyacente por rasgos geológicos complejos de grabens (cuencas) y crestas enterrados, formados por fallas de deslizamiento de la Zona de Falla de Ungava durante el Paleógeno hace entre 45 y 62 millones de años. La falla de deslizamiento transfirió movimientos placa-tectónicos en el mar del Labrador a la bahía de Baffin. Es el estrecho más ancho del mundo.

## Petróleo y gas

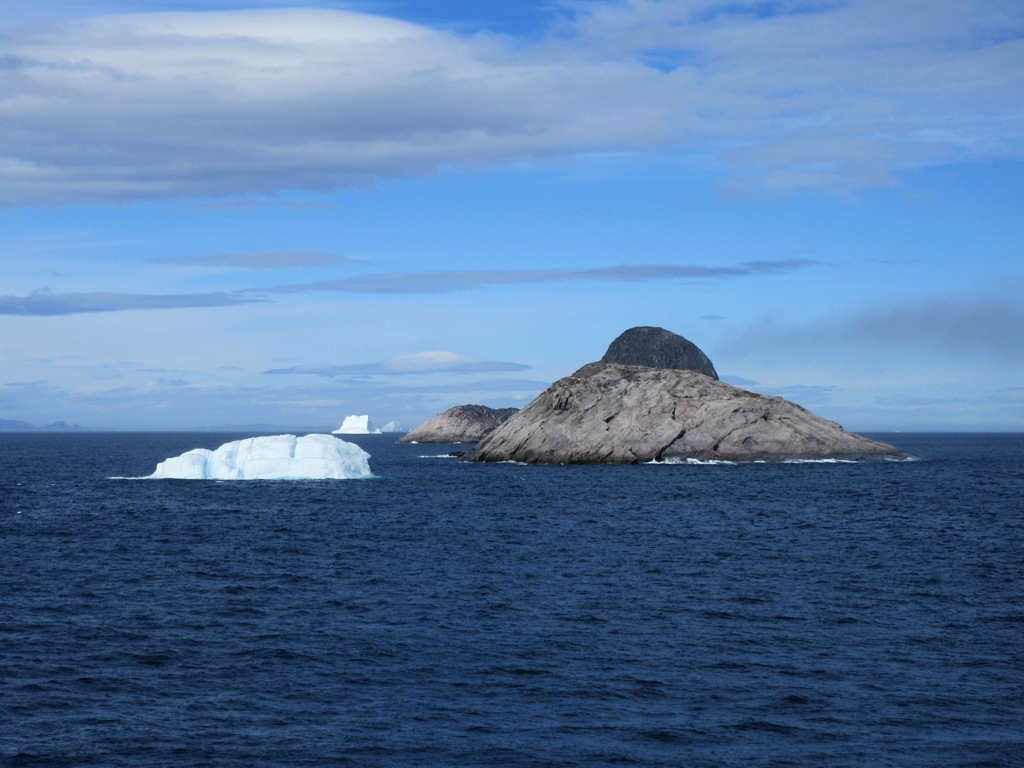
Icebergs alrededor de la isla Lady Franklin, Nunavut.

El Servicio Geológico de EE. UU. ha calculado que al menos el 13% de los yacimientos de petróleo y el 30% de las bolsas de gas aún por descubrir se encuentran en el Ártico, y que los mares que rodean Groenlandia pueden contener grandes cantidades de gas natural y cantidades menores de petróleo crudo y condensado de gas natural.Esto ha llevado al Ministro y consejo provincial de Groenlandia a ofrecer un gran número de concesiones mar adentro para la posible extracción de hidrocarburos (petróleo y gas). Las mayores zonas de concesiones se encuentran en los mares del oeste de Groenlandia, principalmente en el estrecho de Davis y en la bahía de Baffin, pero también hay varias concesiones más pequeñas en el mar de Groenlandia, en el este.

## Relevancia
El estrecho de Davis, ubicado entre Groenlandia e Isla Baffin en Canadá, tiene una importancia significativa en términos geográficos, ambientales, económicos y geopolíticos. Por ello el estrecho de Davis no es solo un cuerpo de agua, sino un nexo crítico donde convergen intereses ambientales, económicos y geopolíticos. Su importancia se extiende más allá de sus límites geográficos, influenciando patrones climáticos globales, sosteniendo ecosistemas marinos, apoyando actividades económicas y moldeando relaciones internacionales. Por lo tanto, asegurar su uso y protección sostenibles es crucial tanto para los actores regionales como para la comunidad internacional en general.

### Importancia geográfica
El estrecho de Davis es un punto de entrada clave al océano Ártico desde el Atlántico. Conecta el mar de Labrador con la bahía de Baffin, que a su vez lleva al océano Ártico a través del estrecho de Nares. Por otra parte provee la existencia de una vida marina diversa debido a sus aguas ricas en nutrientes y sirve como ruta migratoria crucial para mamíferos marinos como ballenas y focas.

### Importancia ambiental
El estrecho de Davis juega un papel en los patrones climáticos regionales, afectando sistemas meteorológicos y corrientes oceánicas en las regiones del Atlántico Norte y Ártico. Asimismo, es parte de un frágil ecosistema ártico, apoyando la biodiversidad y proporcionando hábitats esenciales para diversas especies marinas.

### Importancia económica
Las aguas del estrecho de Davis son ricas en recursos pesqueros, incluidos el bacalao, el halibut y el camarón, apoyando actividades pesqueras comerciales que son vitales para las economías locales. También sirve como ruta de navegación para buques que viajan entre el Atlántico y las regiones árticas, facilitando el transporte de mercancías y recursos.

### Importancia geopolítica
El estrecho se encuentra dentro de las aguas territoriales de Groenlandia (un territorio autónomo de Dinamarca) y Canadá, convirtiéndolo en un punto focal para reclamos de soberanía y disputas jurisdiccionales. Dada su ubicación estratégica, el estrecho de Davis es de interés desde una perspectiva de seguridad, especialmente en términos de seguridad marítima, operaciones de búsqueda y rescate, y protección ambiental:

### Investigaciones Científicas

#### Estudios climáticos
Los científicos estudian el estrecho de Davis para comprender los impactos del cambio climático en el derretimiento del hielo ártico, los patrones de circulación oceánica y la dinámica del ecosistema. La investigación en la zona contribuye al conocimiento sobre la biología marina ártica, la gestión de pesquerías y los esfuerzos de conservación.

## Interés de Estados Unidos
El interés del gobierno de EE. UU. en el Estrecho de Davis, un pasaje entre Groenlandia y Canadá, es multifacético y cada vez más significativo debido a factores geopolíticos, ambientales y económicos.
Por una parte tiene una importancia geopolítica ya que es estratégicamente importante como parte de la política ártica de EE. UU. A medida que el hielo ártico disminuye, la región se vuelve más accesible para la navegación, la extracción de recursos y la presencia militar. EE. UU. busca afirmar su influencia en una región donde otras naciones, como Rusia y China, también están ampliando sus intereses.  Por otra parte desde el punto de vista de seguridad nacional Estados Unidos está preocupado por la soberanía y la seguridad en el Ártico. El estrecho es vital para monitorear la actividad marítima y garantizar rutas de navegación seguras. Hay un enfoque en fortalecer las asociaciones con Canadá y Groenlandia para mejorar la cooperación en seguridad y la protección ambiental en la región.
En cuanto a intereses económicos se cree que el Estrecho de Davis tiene recursos significativos aún no explotados, incluidos petróleo, gas y minerales. El gobierno de EE. UU. está interesado en explorar estos recursos mientras equilibra las preocupaciones ambientales y los derechos de las poblaciones indígenas. Además las aguas del Estrecho de Davis son ricas en vida marina, lo que las hace cruciales para la pesca. La gestión sostenible de estos recursos es importante para apoyar las economías locales y preservar la biodiversidad. EE. UU. está involucrado en acuerdos internacionales para gestionar las poblaciones de peces en la región.